# Белмон Литезје
Белмон Литезје (фр. Belmont-Luthézieu) је насељено место у Француској у региону Рона-Алпи, у департману Ен (Рона-Алпи).
По подацима из 2011. године у општини је живело 527 становника, а густина насељености је износила 26,66 становника/km².

## Демографија
| 1962. | 1968. | 1975. | 1982. | 1990. | 2011. |
| ----- | ----- | ----- | ----- | ----- | ----- |
| 391   | 324   | 300   | 293   | 308   | 527   |